# Гидрастин
Гидрастин — алкалоид, содержащийся в корнях травянистого растения Hydrastis canadensis L., и других растений семейства лютиковых (Ranunculaceae), растущих в Северной Америке. Выделен в 1851 году американским химиком Альфедом Дюраном (англ. Alfred P. Durand). Гидролиз гидрастина приводит к образованию гидрастинина, который был запатнетован Bayer как кровоостанавливающий препарат в 1910-х годах. Кроме гидрастина (1,5 % по массе), из корней были выделены алкалоиды берберин (1 %) и ксантолуцин. Гидрастин-основание — кристаллы белого цвета, горькие, без запаха, щёлочной реакции, в призмах ромбической системы, — при высушивании прозрачных; плавится при 135 °С, легко растворим в спирте, эфире и т. п. Является антагонистом ГАМКА-рецепторов.

## Применение в медицине
Индейцы Северной Америки использовали корни гидрастиса для лечения самых разнообразных болезней — рака, лихорадки, пневмонии, туберкулёза, диспепсии, коклюша, болезней сердца, печени, уха, глаза. Корень растения обладает наркотическим действием, его настойка использовалась как тонизирующее средство. В Европе растение и гидрастин стали применяться только в конце XIX века. В медицине конца XIX — начала XX века употреблялся преимущественно солянокислый гидрастин, бесцветные кристаллы, растворимые в воде, или жидкий экстракт настоя корневища. Особенно часто применялся в гинекологии, при маточных кровотечениях, при болезненных и неправильных менструациях и при болезнях яичников.
Гидрастин довольно значительно влияет на нервную систему и особенно нервные центры сердца и кровеносных сосудов, возбуждая их, а затем парализуя; артериальное давление понижается; пульс в начале замедляется, а затем ускоряется; кишечная перистальтика усиливается. Главное действие — кровоостанавливающее и тонизирующее (суживающее) сосуды матки — что и вызывает сокращение самой матки, её мышц. При длительном употреблении средства наблюдали вредные побочные явления: расстройства пищеварения, нарушения сердечной деятельности, судороги и т. п. Окислением гидрастина Фрейнд в 1886 году получил новый алкалоид — гидрастинин, солянокислая соль которого (hydrastininum muriaticum) в виде желтых кристаллов, растворимых в воде, также нашла употребление в медицине и имела преимущество перед гидрастином, так как реже вызывала побочные явления.

## Синтез
Полный синтез гидрастина оказался сложной химической задачей, которую удалось решить только к 1981 году. Первая попытка полного синтеза гидрастина была предпринята Сэром Робертом Робинсоном и сотрудниками в 1931 году. Последовавшие за этим исследования, которые сталкивались с проблемой в части синтеза ключевого лактон-амидного интермедиата (на рисунке структура под номером 4). Большой прорыв был совершён в 1981 году, когда Дж. Р. Фалк и сотрудники сообщили об успешном синтезе гидрастина в четыре стадии из простых исходных материалов. Ключевым шагом в синтезе Фалка была реакция Пассерини, в результате которой образовывался лактон-амидный интермедиат.
Синтез начинается с простого фенилбромида (1), алкилирование которого в присутствии метилизоцианида лития приводит к образованию изоцианидого интермедиата (2). Реакция между изоцианидным интермедиатом и опиановой кислотой (3) инициирует внутримолекулярную реакцию Пассерини с образованием ключевого лактон-амидного интермедиата (4). Тетрагидроизохинолиновое кольцо образуется в результате замыкания в дегидратирующих условиях под воздействием POCl3, а затем производится гидрирование с PtO2 в качестве катализатора. Наконец, синтез гидрастина завершается добавлением N-метильной группы через восстановительное аминирование формальдегидом.